# 133e méridien ouest
En géographie, le 133e méridien ouest est le méridien joignant les points de la surface de la Terre dont la longitude est égale à 133° ouest.

## Géographie

### Dimensions
Comme tous les autres méridiens, la longueur du 133e méridien correspond à une demi-circonférence terrestre, soit 20 003,932 km. Au niveau de l'équateur, il est distant du méridien de Greenwich de 14 805 km,.
Avec le 47e méridien est, il forme un grand cercle passant par les pôles géographiques terrestres.

### Régions traversées
En commençant par le pôle Nord et descendant vers le sud au pôle Sud, Le 133e méridien ouest passe par:
| Coordonnées           | Pays, territoire ou mer | Notes |
| --------------------- | ----------------------- | --- |
| 90° 00′ N, 133° 00′ O | Océan Arctique          | |
| 74° 50′ N, 133° 00′ O | Mer de Beaufort         | |
| 69° 36′ N, 133° 00′ O | Canada                  | Territoires du Nord-Ouest — passe par Tuktoyaktuk Yukon — à partir de 66° 01′ N, 133° 00′ O Colombie-Britannique — à partir de 60° 00′ N, 133° 00′ O |
| 57° 57′ N, 133° 00′ O | États-Unis              | Alaska — Alaska du Sud-Est (continent), Île Kupreanof, Île Woewodski (en), Île Zarembo (en), Île Thorne (en), Île du Prince-de-Galles et Île Dall    |
| 54° 50′ N, 133° 00′ O | Océan Pacifique         | |
| 54° 15′ N, 133° 00′ O | Canada                  | Colombie-Britannique — Île Langara (en), Île Graham et Hippa Island                                                                                  |
| 53° 32′ N, 133° 00′ O | Océan Pacifique         | |
| 60° 00′ S, 133° 00′ O | Océan Austral           | |
| 74° 24′ S, 133° 00′ O | Antarctique             | Liste des territoires non revendiqués |